# Ферид Карајица
Ферид Карајица (Сарајево, 14. децембар 1953) југословенски и српски је глумац, редитељ и универзитетски професор.

## Биографија
Ради као професор на Факултету драмских уметности у Београду и на Факултету драмских умјетности на Цетињу као редовни професор на предмету сценски покрет.
Ферид Карајица бави се и позоришном режијом. Његове представе, како дечје тако и за одрасле, играју се у позориштима у Србији, Црној Гори и Босни и Херцеговини.
Он је радио сценски покрет на филмовима Путујуће позориште Шопаловић (1986) и Родољупци (1986).

## Филмографија
- Последњи запис Леонида Шејке (Кратки филм, 2017)
- Вук Караџић (ТВ серија, 1988)
- Последња прича (ТВ филм, 1987)
- Конац комедије (ТВ филм, 1986)
- Андрић и Гоја (ТВ филм, 1984)
- Игра о памћењу и умирању (ТВ филм, 1984)
- Малограђани (ТВ филм, 1983)
- Ратни хљебови (ТВ филм, 1981)
- Веселин Маслеша (ТВ филм, 1981)
- Хусинска буна (ТВ филм, 1980)
- Одликаши (ТВ серија, 1976)  - Час сценског покрета на Факултету драмских уметности у Београду код професора Ферида Крајице